# العناصر الخمسة
بنچ بهوت أو بنچ مها بهوت أو العناصر الخمسة الشريفة، (بالإنجليزية: Pancha Bhuta or Pancha Maha-Bhuta)‏، (بالسنسكريتية: पञ्चभूत, पञ्चमहाभूत)‏، في الكونيات الهندوسية، هي مجموعة من خمسة عناصر أساسية، لا مادية/مادية، والتي، وفقا للهندوسية، هي أساس لكل الخلق الكوني. وهذه العناصر التقليدية هي: برتمي (الأرض)، آب (الماء)، آجني (النار)، وايو (الهواء)، آكاش (الفضاء، الغلاف الجوي، الأثير). وهذه العناصر لها خصائص مختلفة. وفي الأيورفيدا والفلسفة الهندية، يعتبر جسم الإنسان مُكونًا من هذه العناصر الخمسة. بيد أنَّ مدرسة شارفاكا لم تقبل بالعنصر الخامس (أكاشا)؛ لأنها عدته غير محسوس وبالتالي قبلت العناصر الأربعة الأولى فقط. أثرت الهندوسية على البوذية، التي تقبل أربعة مهابوتا (العناصر الشريفة) فقط، معتبرة أكاش عنصرًا غير أساسي/مشتق (upādā). وهذه العناصر الخمسة للنظام الكوني الهندي متشابهة ولكنها ليست متطابقة مع نظرية العناصر الخمسة المستخدمة في شرق آسيا.